# Loches
Loches es una comuna francesa del departamento de Indre y Loira, en la región Centro. Se trata de una pequeña ciudad medieval “vigilada” por la más alta y más antigua torre del homenaje de Europa, construida en plena Edad Media por Foulques III Nerra.

## Toponimia
Loches se llamaba, antiguamente Castrum Locae ('campo de pantanos'), lo que explicaría el nombre de Loches. 

## Historia
El blasón de la ciudad no aparece hasta el siglo XV y las loches (locha, pez) que figuran en el mismo no son más que un juego de palabras que hace referencia al nombre de la ciudad (no se llama Loches porque aparezcan peces en su blasón, sino que en el blasón aparecen los peces porque la ciudad se llama Loches). 
Clasificada como Villa de Arte e Historia, Ciudad florida está distinguida como "El más hermoso rincón de Francia" (distinción creada expresamente para Loches).  Actualmente es muy popular entre los británicos que lo escogen como lugar de residencia.

## Economía
La economía de la ciudad está centrada en el turismo, reforzado por la construcción de la residencia Pierre&Vacances des Cordeliers, así como por las mejoras realizadas en el centro de la villa por el municipio cuyo objetivo no es otro que el desarrollo del turismo. La zona industrial de Vanzelles concentra algunas industrias dedicadas, en su mayor parte, a la electrónica y a la mecánica de precisión. Antaño la principal industria fue el cultivo del champiñón de París que, en pleno apogeo, daba trabajo a 600 personas. Varias empresas se cerraron en 1994.
Loches es la ciudad más grande del sudeste de Indre y Loíra, es la única que dispone de un hipermercado y un liceo en el Sur de Touraine

## Monumentos y lugares turísticos

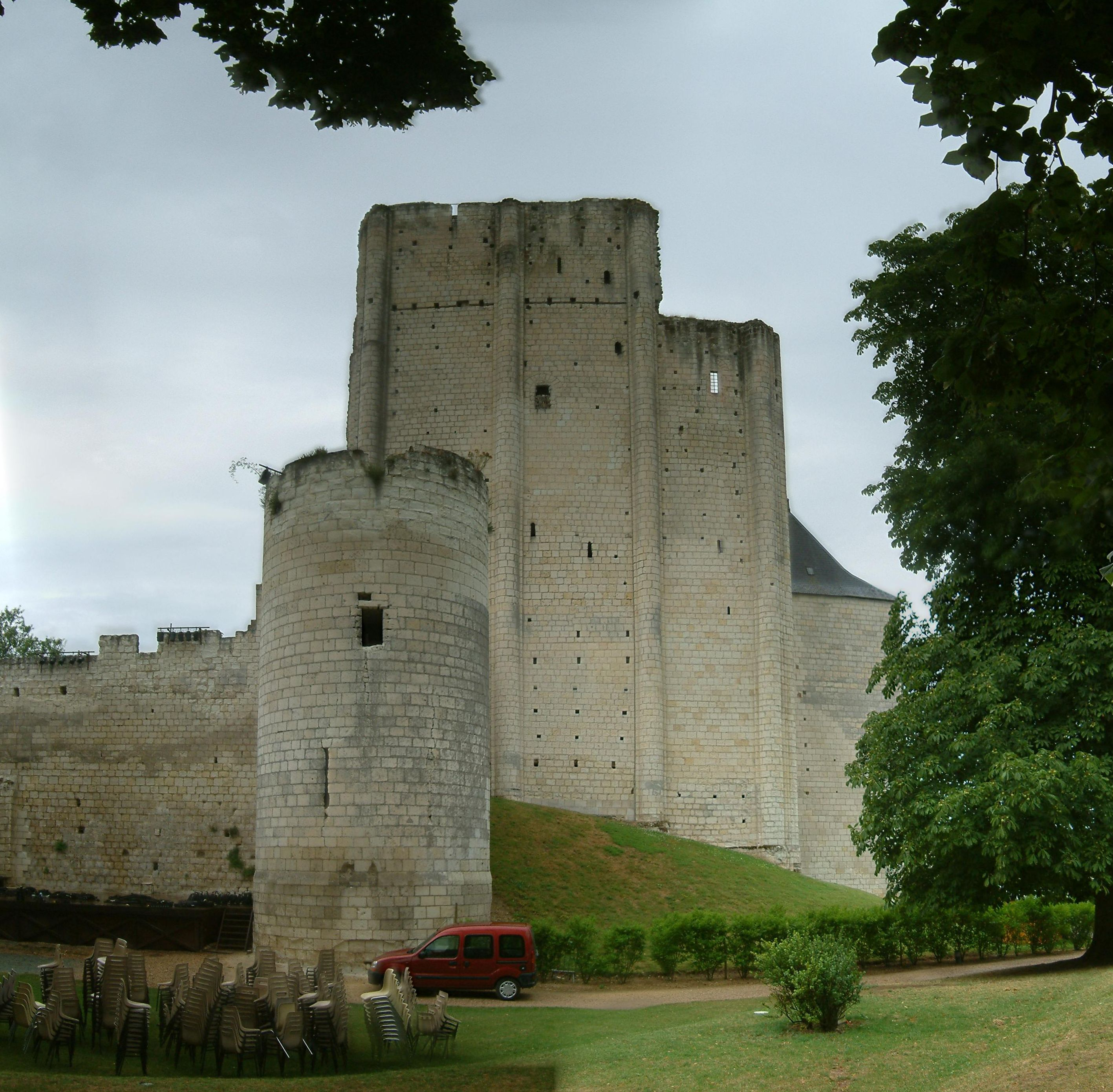
Torre del homenaje

- La Torre del homenaje: célebre por sus dimensiones (36 metros de altura), por su extraña forma cuadrada y por su conservación. Esta torre romana fue erigida por Foulques Nerra, conde de Anjou, autor del año Mil (1013-1035). Es un perfecto ejemplo de la arquitectura militar realizada en Occidente. La fortaleza, del siglo XI fue transformada en cárcel real en el siglo XV por Luis XI. Alberga los calabozos de Philippe de Commynes (reconstrucción de la jaula de madera forrada de hierro) del cardenal Balue y del duque de Milán Ludovico Sforza que realizó varias pinturas murales durante su encarcelamiento. En 1926 el torreón dejó de ser una cárcel.

La Torre del homenaje está flanqueada por otra torre llamada la "Torre de Luis XI", edificada durante el Renacimiento para uso exclusivamente militar, fue construida con el fin de permitir los disparos de un cañón realizados desde su terraza.
- La vivienda real: edificada sobre la punta del contrafuerte rocoso domina todo el valle del Indre. Está vivienda real fue una de las favoritas de los Valois durante la guerra de los Cien Años. Carlos VII hizo edificar el primer cuerpo de dicha vivienda inspirado en la arquitectura militar de finales del siglo XIV. Sus sucesores lo ampliaron con un segundo edificio cuya fachada fue decorada en estilo gótico flamígero. Tres mujeres ilustres dejaron su huella en la vivienda real: Juana de Arco, Agnés Sorel, favorita de Carlos VII y Ana de Bretaña.

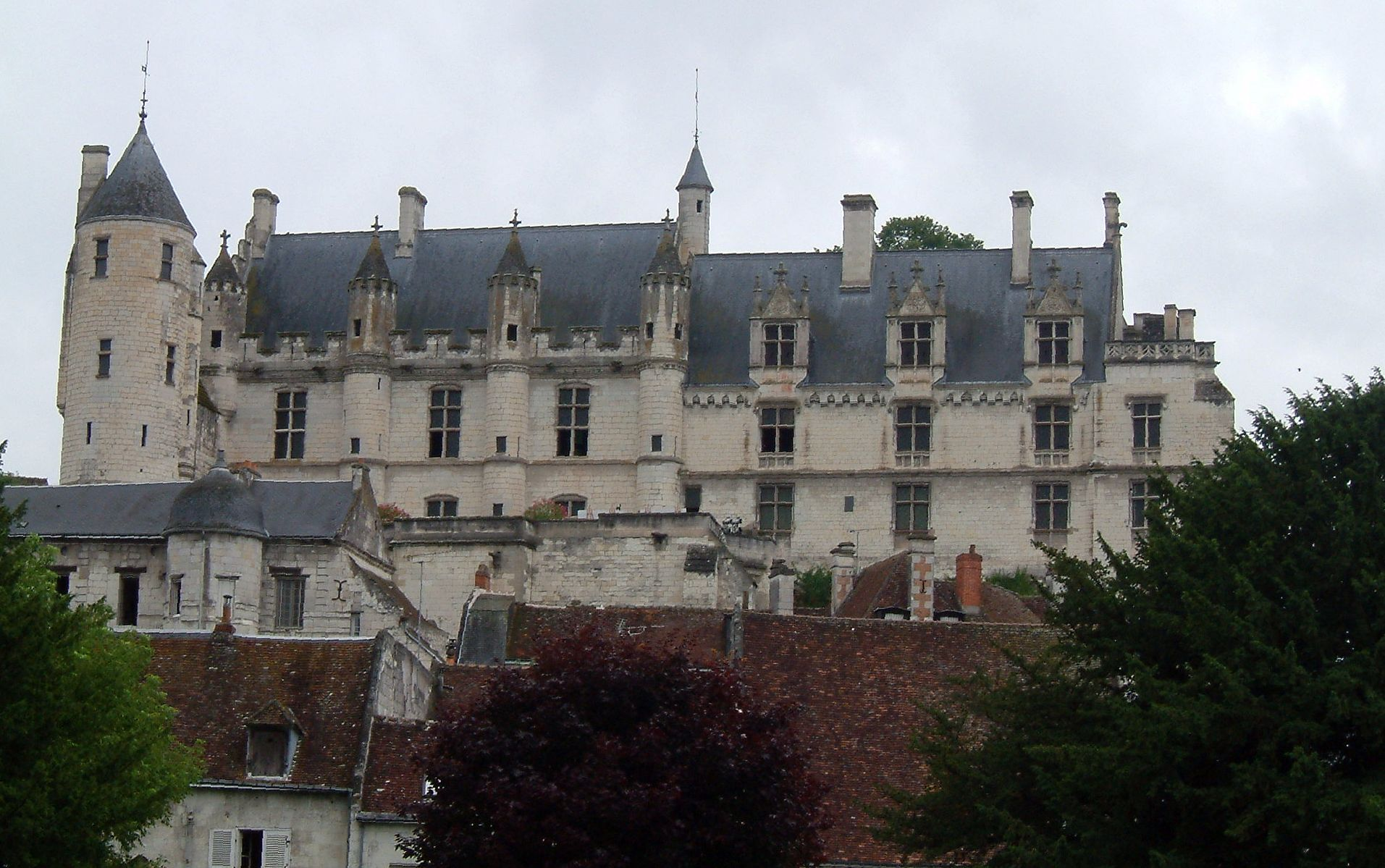
Palacio Real

- La Puerta Real: que permite el acceso a la Ciudadela. Esta puerta data de los siglos XII y XIII. Fue terminada en el siglo XV con un edificio central y una terraza para los cañones. Por la Puerta Real puede accederse a la Ciudad Real para visitar la Torre del homenaje de la vivienda real, la Colegiata de Saint-Ours y la Casa Lansyer, o bien puede hacerse el recorrido por las murallas del bulevar de Felipe Augusto. Se puede acceder a lo alto de la Puerta Real por el jardín de la Casa Lansyer, desde donde puede contemplarse un panorama excepcional de la ciudad.

- Colegiata de Saint-Ours: magnífico exponente románico y gótico. Fue edificada entre los siglos XI y XII; el estilo mixto de la misma se debe a su prolongada construcción durante dos períodos diferentes. En su arquitectura destaca la puerta policromada en la que se esculpieron personajes y animales propios de la Edad Media, y dos pirámides de ocho caras llamadas “dubes”  edificadas hacia 1165. En la Colegiata se encuentra, desde abril de 2005, la tumba de mármol de Agnés Sorel.

- Casa Lansyer: antiguo domicilio del pintor Emmanuel Lansyer en el que se hallan expuestos los objetos que le pertenecieron, telas de Lansyer y de otros pintores y otros objetos relativos a la historia de Loches.

- La Cancillería: edificio Renacentista abierto al público, alberga una exposición sobre la historia de la ciudad de Loches y exposiciones temporales. Y la Casa del Centauro (vivienda aledaña en cuya fachada hay un relieve que representa a Hércules y a un Centauro).

- Torre de San Antonio: antiguo campanario de una iglesia sirve como atalaya de la ciudad. Tiene una altura de 52 metros y ofrece una excelente vista de los alrededores de Loches. Construida entre 1529 y 1575, es la única atalaya renacentista de Touraine.

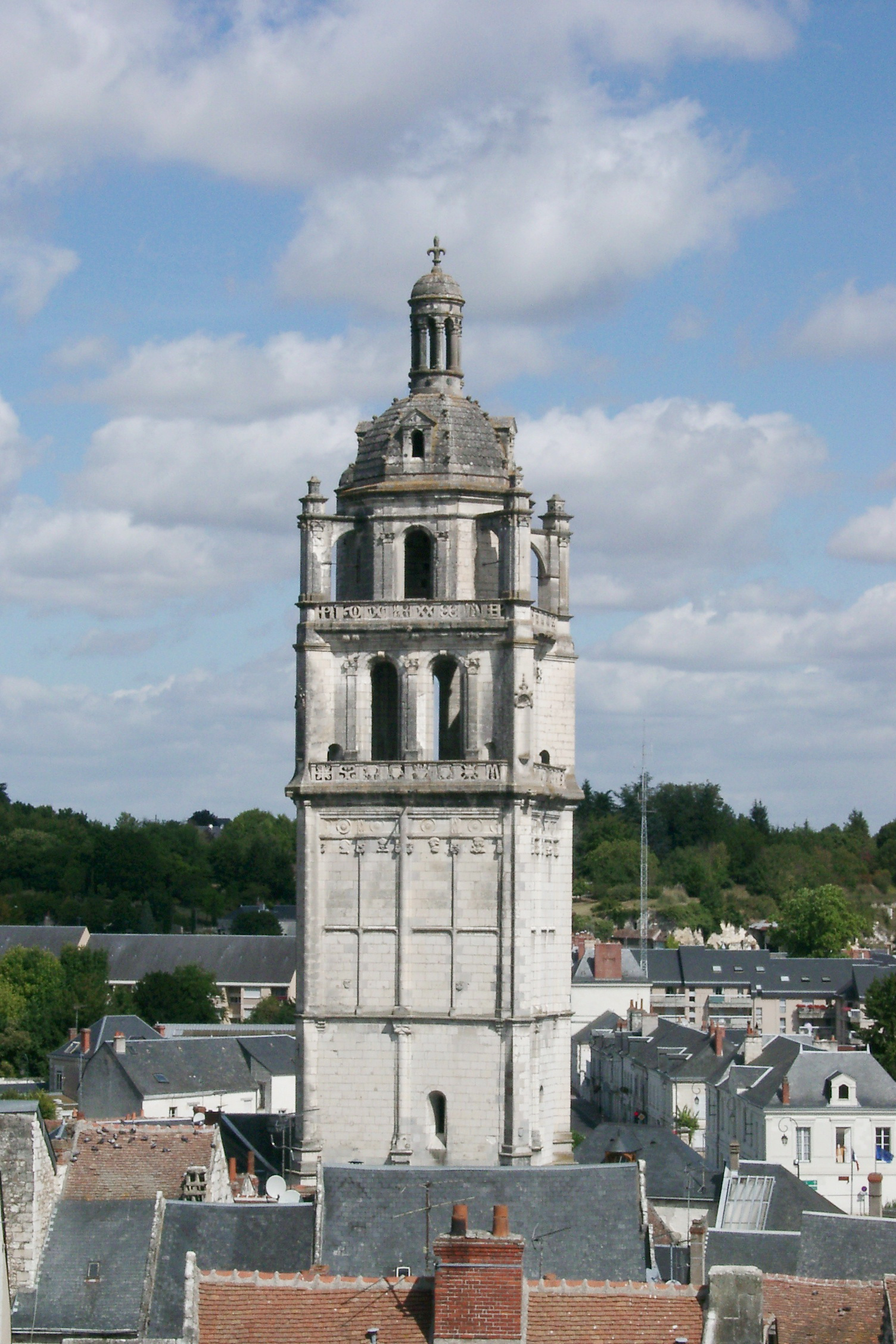
Torre de San Antonio

- Puerta des Cordeliers: abierta en el siglo XV durante la tercera construcción de las murallas de la ciudad, la Puerta des Cordeliers tiene dos puentes levadizos que atraviesan el canal del Indre. Su nombre es debido a la proximidad de ésta con el convento de los Cordeliers (franciscanos).

- Cantera de Vignemont: abierta al público. Antigua cantera de extracción de piedras de toba. Presentación y explicación de los métodos de extracción de la piedra y del cultivo del champiñón de París, y de su defensa de la región cuyas gentes venían a refugiarse en este laberinto en caso de tener problemas.

- Palacio de Sansac: pequeño castillo Renacentista construido por Louis Prévost de Sansac cuya particularidad reside en su fachada asimétrica. En este palacio se encontraron por primera vez Francisco I y Carlos V.

## Demografía
| 5902 | 6359 | 6738 | 6772 | 6544 | 6328 | 6370 |
| Para los censos de 1962 a 1999 la población legal corresponde a la población sin duplicidades (Fuente: INSEE [Consultar]) |      |      |      |      |      |      |

## Otros
Dos cuadros, definitivamente a tribuidos a Caravaggio fueron encontrados en la iglesia de San Antonio. Son : Peregrinaje de Nuestro Señor a Emaús y Tomás poniendo su dedo en la llaga de Cristo.

## Hermanamientos
- Wermelskirchen (Alemania)
- Saint Andrews (Escocia)